# Traugott Jähnichen

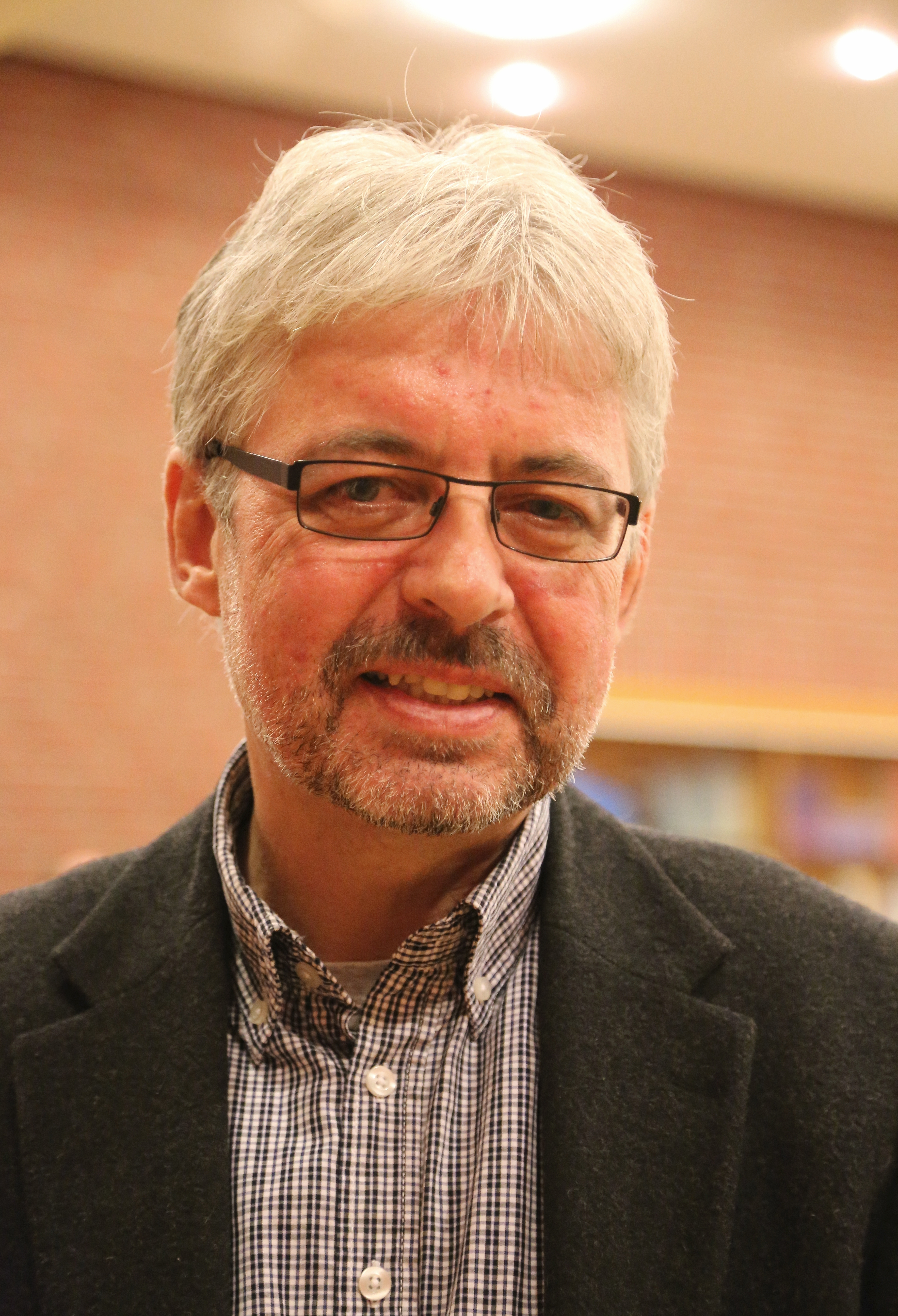
Traugott Jähnichen (2014)

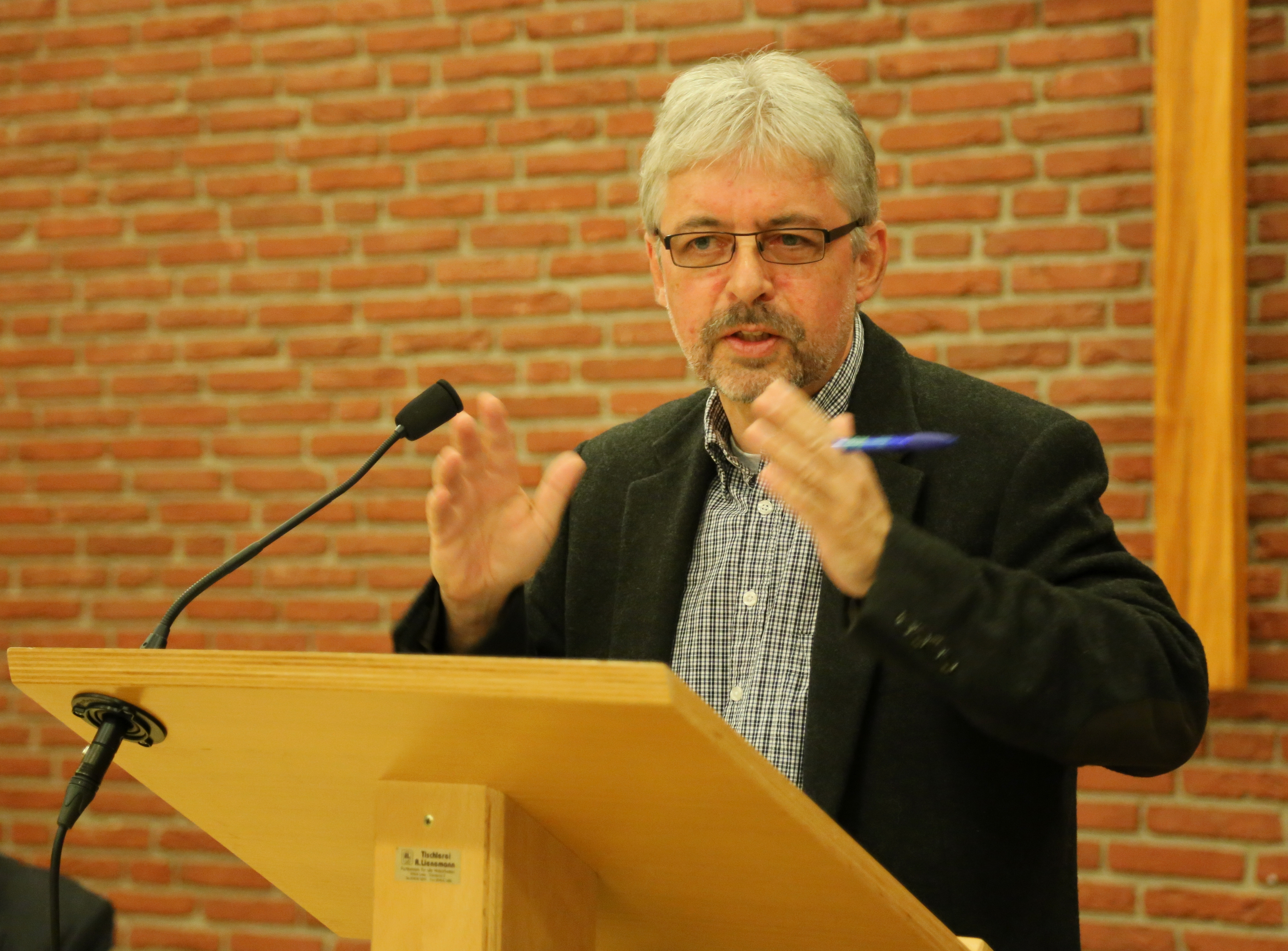
Traugott Jähnichen 2014 während eines Vortrags zur Rolle der Kirchen im Staat im Evangelischen Gemeindehaus Arche in Alt-Lotte.

Traugott Jähnichen (* 15. Mai 1959 in Gelsenkirchen) ist ein deutscher evangelischer Theologe. Seit 1998 ist er Professor für Christliche Gesellschaftslehre an der Evangelisch-Theologischen Fakultät der Ruhr-Universität Bochum.

## Leben
Jähnichen studierte nach dem Abitur Evangelische Theologie an der Ruhr-Universität Bochum und der Rheinischen Friedrich-Wilhelms-Universität Bonn. 1984 legte er das Erste Theologische Examen bei der Evangelischen Kirche von Westfalen ab. Nach einem zweijährigen Vikariat in Wattenscheid-Eppendorf folgte 1986 das Zweite Theologische Examen. Als Stipendiat der Hans-Böckler-Stiftung wurde Jähnichen 1991 mit einer Schrift über den sozialen Protestantismus und die Entwicklung der Mitbestimmung in Bochum promoviert. Zwischen 1989 und 1990 war er Pastor im Hilfsdienst in Bochum und von 1990 bis 1998 schließlich Wissenschaftlicher Mitarbeiter und Wissenschaftlicher Assistent bei Günter Brakelmann. Ein Studium der Wirtschaftswissenschaften schloss er 1993 an der Bergischen Universität Wuppertal als Diplom-Ökonom ab. 1997 habilitierte er sich.
Jähnichen ist u. a. Mitherausgeber (vom 1. April 2019 bis 2023: Hauptherausgeber) der Zeitschrift für Evangelische Ethik und des Jahrbuchs sozialer Protestantismus. Er erforschte im Auftrag der Diakonie die kirchliche Heimerziehung in der frühen Bundesrepublik Deutschland (1949–1972). Seit 2013 ist Jähnichen Mitglied der Kirchenleitung der Evangelischen Kirche von Westfalen (EKvW).

## Schriften (Auswahl)
- Vom Industrieuntertan zum Industriebürger. Der soziale Protestantismus und die Entwicklung der Mitbestimmung (1848–1955). SWI, Bochum 1993.
- (gemeinsam mit Birgitt Jähnichen): Gehorsam und Widerspruch. Der Lebensweg der Theologin Hannelotte Reiffen. Spenner, Waltrop 1996.
- Sozialer Protestantismus und moderne Wirtschaftskultur. Sozialethische Studien zu grundlegenden anthropologischen und institutionellen Bedingungen ökonomischen Handelns. Münster 1998.
- (gemeinsam mit Norbert Friedrich): Geschichte der sozialen Ideen im deutschen Protestantismus. In: Helga Grebing (Hrsg.): Geschichte der sozialen Ideen in Deutschland. Sozialismus – Katholische Soziallehre – Protestantische Sozialethik. Klartext, Essen 2000 (2. Aufl. Wiesbaden 2005), S. 867–1103.
- (gemeinsam mit André Witte-Karp): Religion und Offenbarung. Ein Studienbuch zur Einführung in die Systematische Theologie. Spenner, Waltrop 2005; 2., überarbeitete Auflage 2007, ISBN 978-3-89991-074-2.
- Wirtschaftsethik. Konstellationen – Verantwortungsebenen – Handlungsfelder. Kohlhammer, Stuttgart 2008, ISBN 978-3-17-018291-2.
- (Hrsg. gemeinsam mit Wilhelm Damberg, Bernhard Frings, Uwe Kaminsky): Mutter Kirche – Vater Staat? Geschichte, Praxis und Debatten der konfessionellen Heimerziehung seit 1945. Aschendorff, Münster 2010, ISBN 978-3-402-12842-8.
- (Hrsg. gemeinsam mit Clemens Wustmans): Tierethik. Biblisch-historische Grundlagen – normative Perspektiven – aktuelle Herausforderungen. Spenner, Kamen 2012, ISBN 978-3-89991-133-6.
- (gemeinsam mit Andreas Henkelmann, Uwe Kaminsky und Katharina Kunter): Abschied von der konfessionellen Identität? Diakonie und Caritas in der Modernisierung des deutschen Sozialstaats seit den 1960er Jahren. Kohlhammer, Stuttgart 2012, ISBN 978-3-17-022341-7.
- Priorität für die Arbeit-Profile kirchlicher Präsenz in der Arbeitswelt gestern und heute. Festschrift für Günter Brakelmann zum 90. Geburtstag (= Schriften des Netzwerkes zur Erforschung des Sozialen Protestantismus. Band 1),  Hrsg. Traugott Jähnichen, Roland Pelikan, Sigrid Reihs, Johannes Rehm, Beiträge u. a. von Hubertus Heil, Annette Kurschus, Matthias Jung, Hans Joachim Schliep, Dieter Beese. Lit-Verlag, 2021, ISBN 978-3-643-14941-1.
- Evangelischer Glaube in der pluralen Religionskultur der Moderne. Fundamentaltheologische Perspektiven. Kohlhammer Stuttgart 2023, ISBN 978-3-17-030337-9.